# سینه‌سرخ سرخاکستری
سینه‌سرخ سرخاکستری (نام علمی: Heteromyias cinereifrons) نام یک گونه از سرده سینه‌سرخ‌های دیگرگون است.